# Giro di Lombardia 1934
Il Giro di Lombardia 1934, trentesima edizione della corsa, si svolse il 21 ottobre 1934 su un percorso di 245 km con partenza e arrivo a Milano. Fu vinto dall'italiano Learco Guerra, giunto al traguardo con il tempo di 7h34'00" alla media di 32,378 km/h precedendo in volata i connazionali Mario Cipriani e Domenico Piemontesi. Conclusero la prova, organizzata dalla Gazzetta dello Sport, 60 dei 160 ciclisti al via.

## Percorso
La prova ebbe inizio in viale Monza a Milano; nella prima parte si attraversarono nell'ordine Monza, Giussano (km 29), Inverigo, Erba (km 42,7), Longone al Segrino, Canzo, Asso (km  50,9), Onno, Bellagio, Magreglio (al termine della salita del Ghisallo), ripercorrendo quindi a ritroso il tratto tra Asso e Erba (km 94). Si transitò quindi da Como (km 108), San Fermo della Battaglia (salita), Olgiate Comasco, Malnate, Viggiù (salita), Bisuschio, Porto Ceresio (km 146,7), Ponte Tresa (km 156,8), Marchirolo (salita), Cunardo, Grantola, Rancio, Brinzio (salita), Varese (km 186,6), Castronno, Cavaria, Gallarate e da lì per i comuni lungo la strada del Sempione. Il traguardo era posto all'Arena Civica dopo 245 km di corsa.

## Ordine d'arrivo (Top 10)
| Pos. | Corridore           | Squadra     | Tempo    |
| ---- | ------------------- | ----------- | -------- |
| 1    | Learco Guerra       | Maino       | 7h34'00" |
| 2    | Mario Cipriani      | Frejus      | s.t.     |
| 3    | Domenico Piemontesi | Maino       | s.t.     |
| 4    | Pietro Rimoldi      | Bianchi     | s.t.     |
| 5    | René Vietto         | -           | s.t.     |
| 6    | Francesco Camusso   | Gloria      | s.t.     |
| 7    | Renato Scorticati   | V.C. Reggio | s.t.     |
| 8    | Severino Canavesi   | Legnano     | s.t.     |
| 9    | Giovanni Cazzulani  | Gloria      | s.t.     |
| 10   | Edoardo Molinar     | G.S. Spa    | s.t.     |